# Casa di Marco Lucrezio

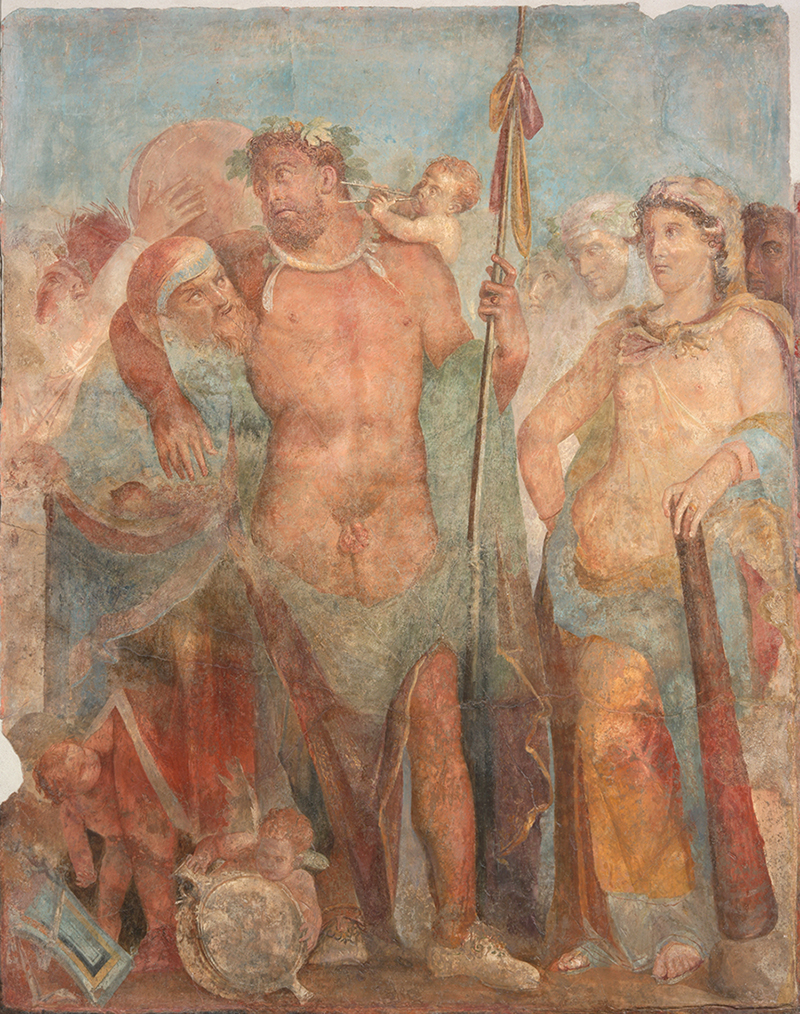
Herkules und Omphale

Die Casa di Marco Lucrezio (italienisch für „Haus des Marcus Lucretius“; auch Casa delle Suonatrici) ist ein großes, reich ausgestattetes Wohnhaus einer ehemaligen wohlhabenden Familie in Pompeji (IX.3.5). Das Haus wurde 1846 teilweise und dann 1851 vollständig ausgegraben. Aus dem Haus stammen zahlreiche Wandmalereien, die sich zum Teil heute im Archäologischen Nationalmuseum Neapel befinden.

## Beschreibung
Das große Haus hat ein Atrium und dahinter ein Peristyl mit einem mit Mosaik dekorierten Nymphäum, bei dem sich zahlreiche Statuen fanden. Aus der Statue eines Silen floss einst Wasser. Zahlreiche Räume des Hauses sind ausgemalt und mit einfachen, schwarzweißen Mosaiken ausgestattet. Die besten Malereien sind schon früh aus der Wand geschnitten worden und befinden sich heute in Neapel. Andere Bilder und vor allem die eigentlichen Wanddekorationen blieben vor Ort und sind heute zum Teil stark verblasst. Vor Ort sieht man deshalb meist die bemalten Wände, wobei oftmals die zentralen, figürlichen Wandbilder fehlen. Im Triclinium befinden sich heute noch Reste von Malereien im 4. Stil. Das zentrale Bild, das sich heute in Neapel befindet, zeigt Hercules und Omphale und gilt als eines der Meisterwerke pompejanischer Wandmalerei. Das Werk wurde dem Achilles-Maler zugeschrieben, dem auch andere Wandgemälde im Haus und in Pompeji zugeschrieben wurden.
Ein Wandbild aus einem anderen Raum zeigt einen Brief mit der Aufschrift: M. Lucretio, Flam(ini), Es handelt sich um den Adressaten des Briefes und es wurde vermutet, dass er der Hausbesitzer war. Es gab dem Haus seinen Namen. Das Bild befindet sich heute in Neapel.

## Galerie

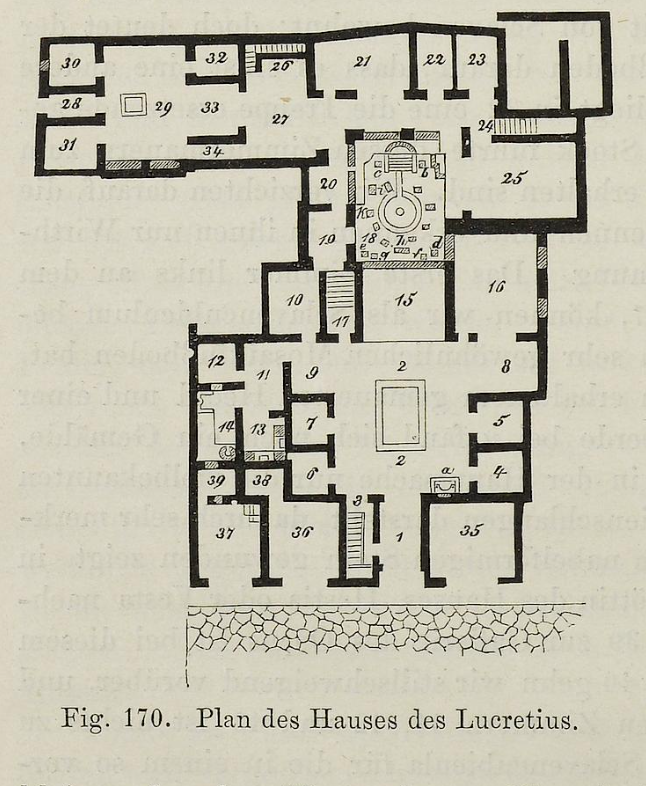
Plan des Hauses
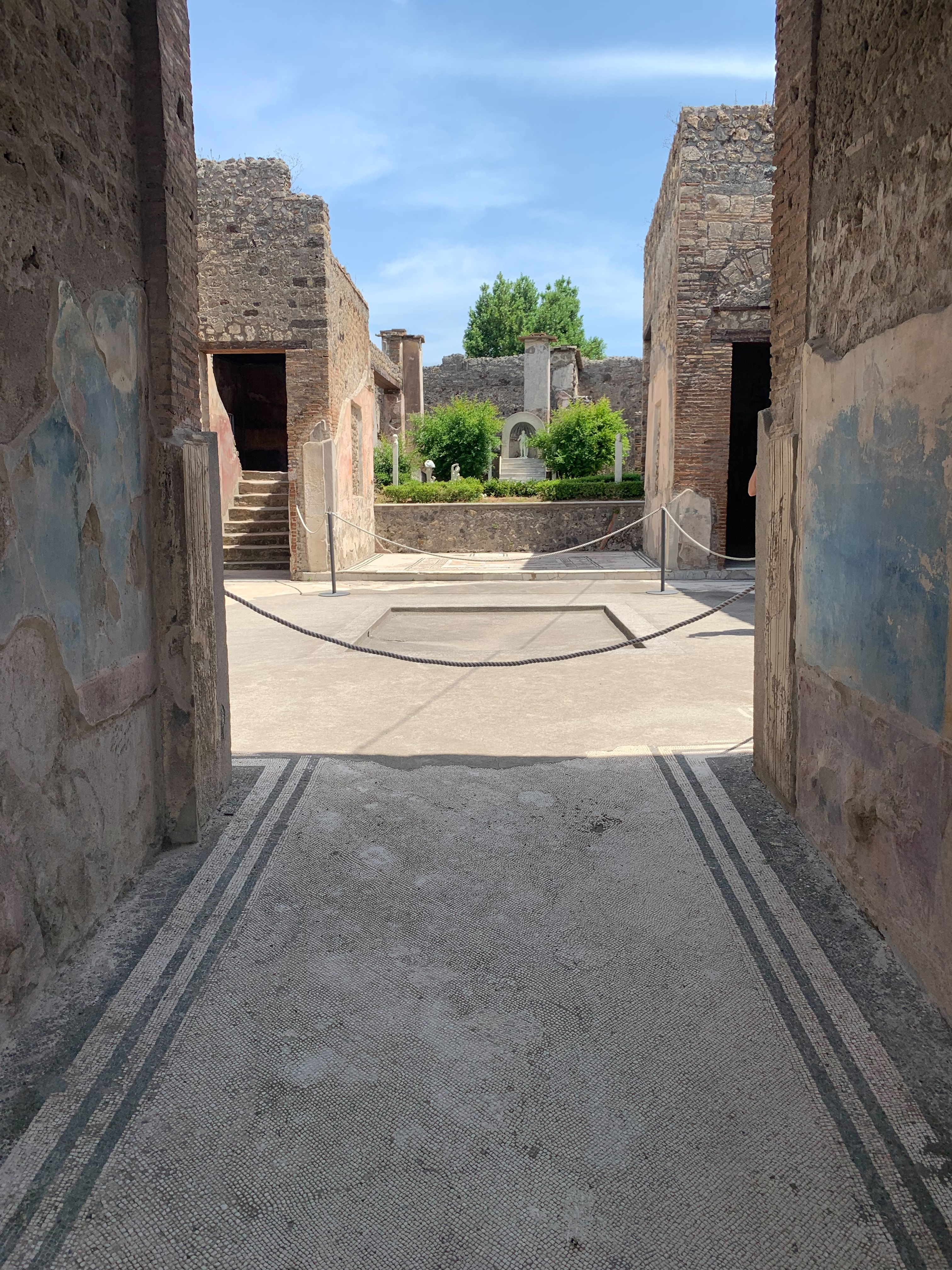
Blick ins Atrium
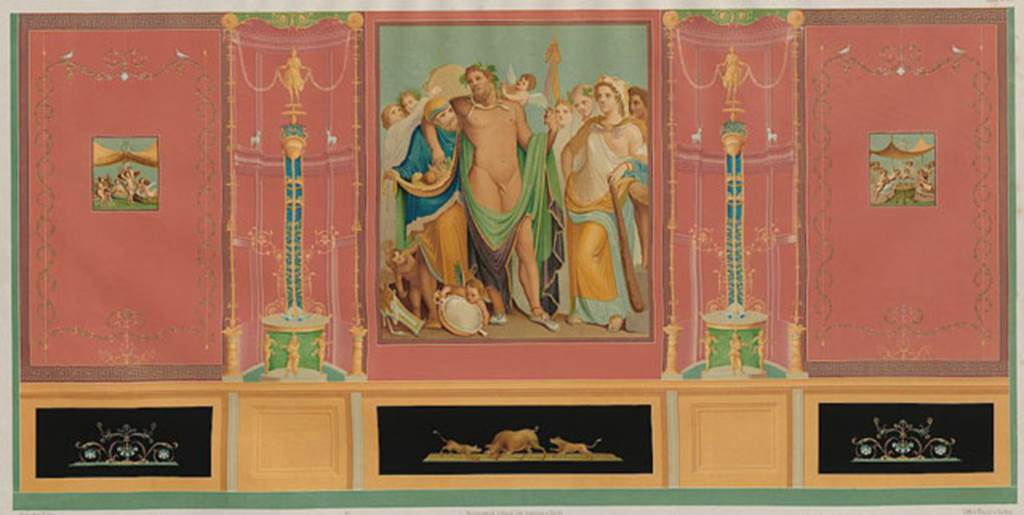
Wand im Triclinium
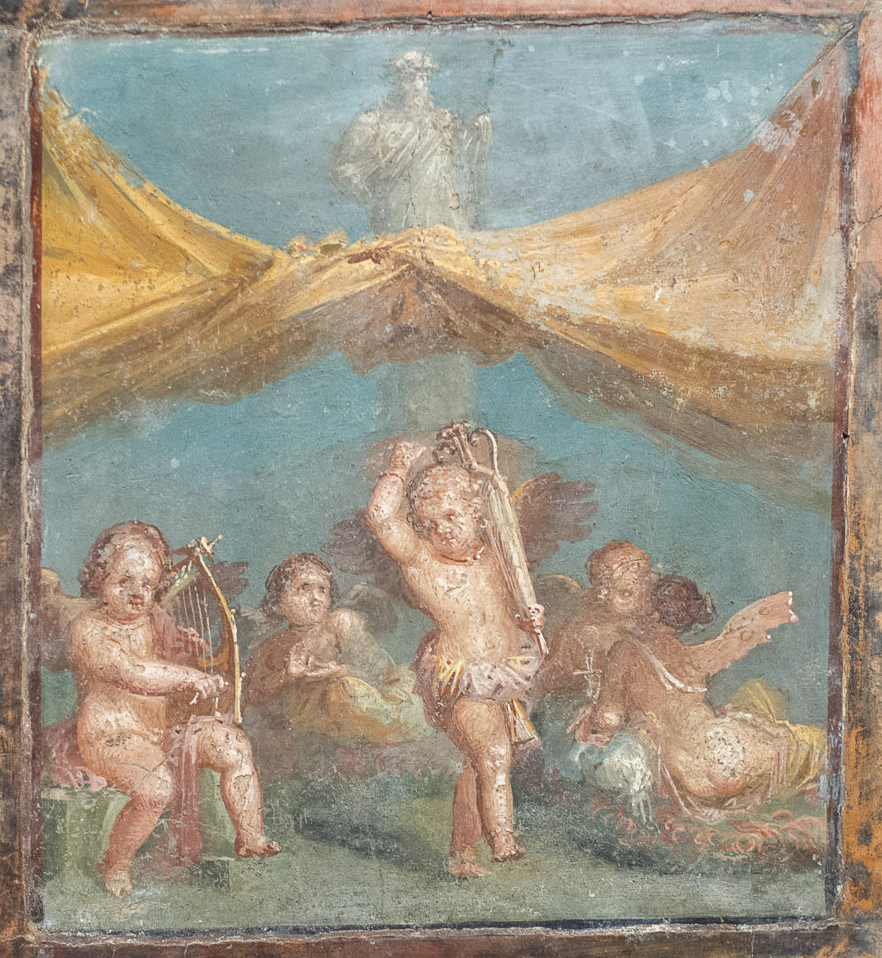
Eroten (Neapel)
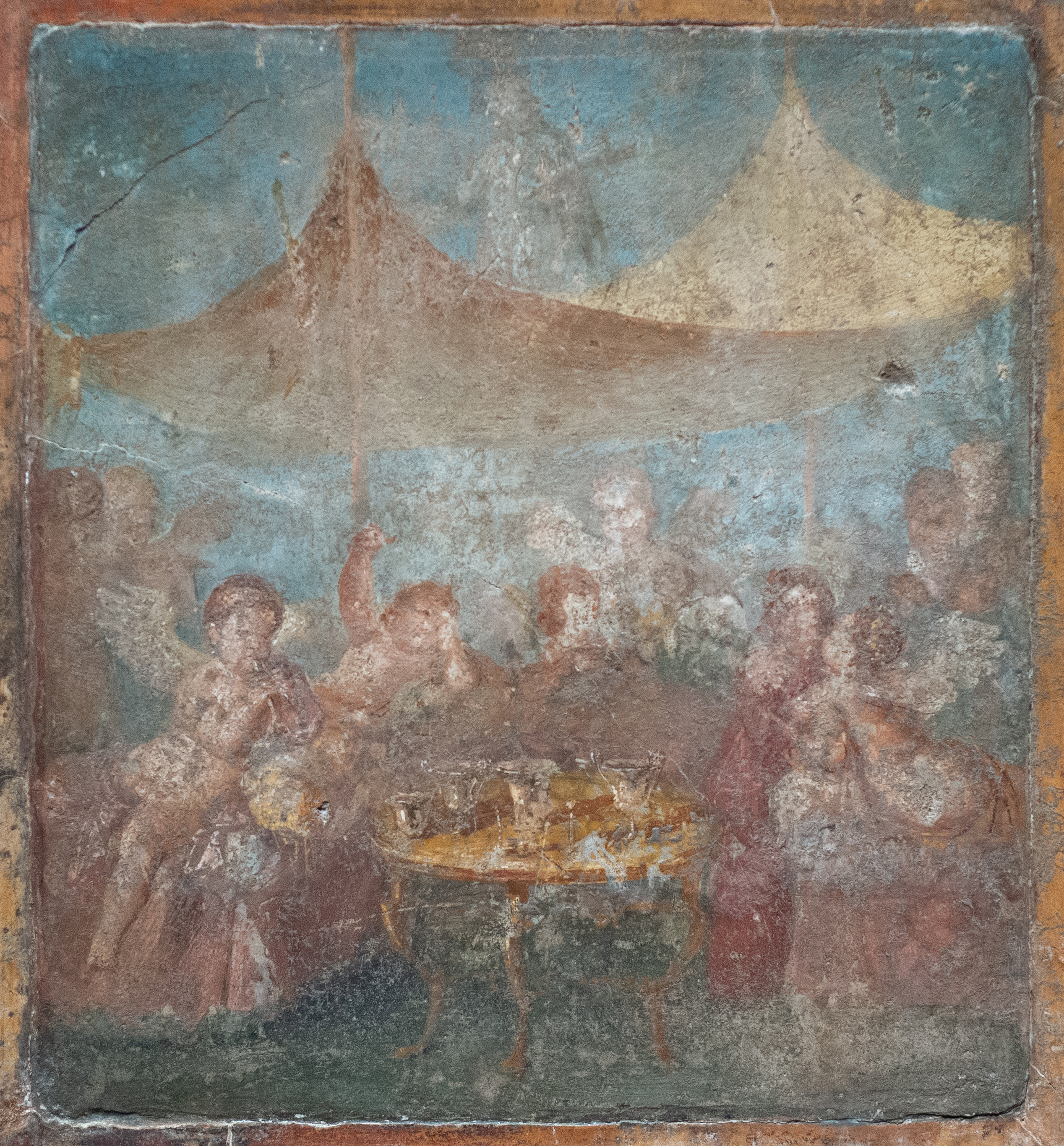
Eroten (Neapel)
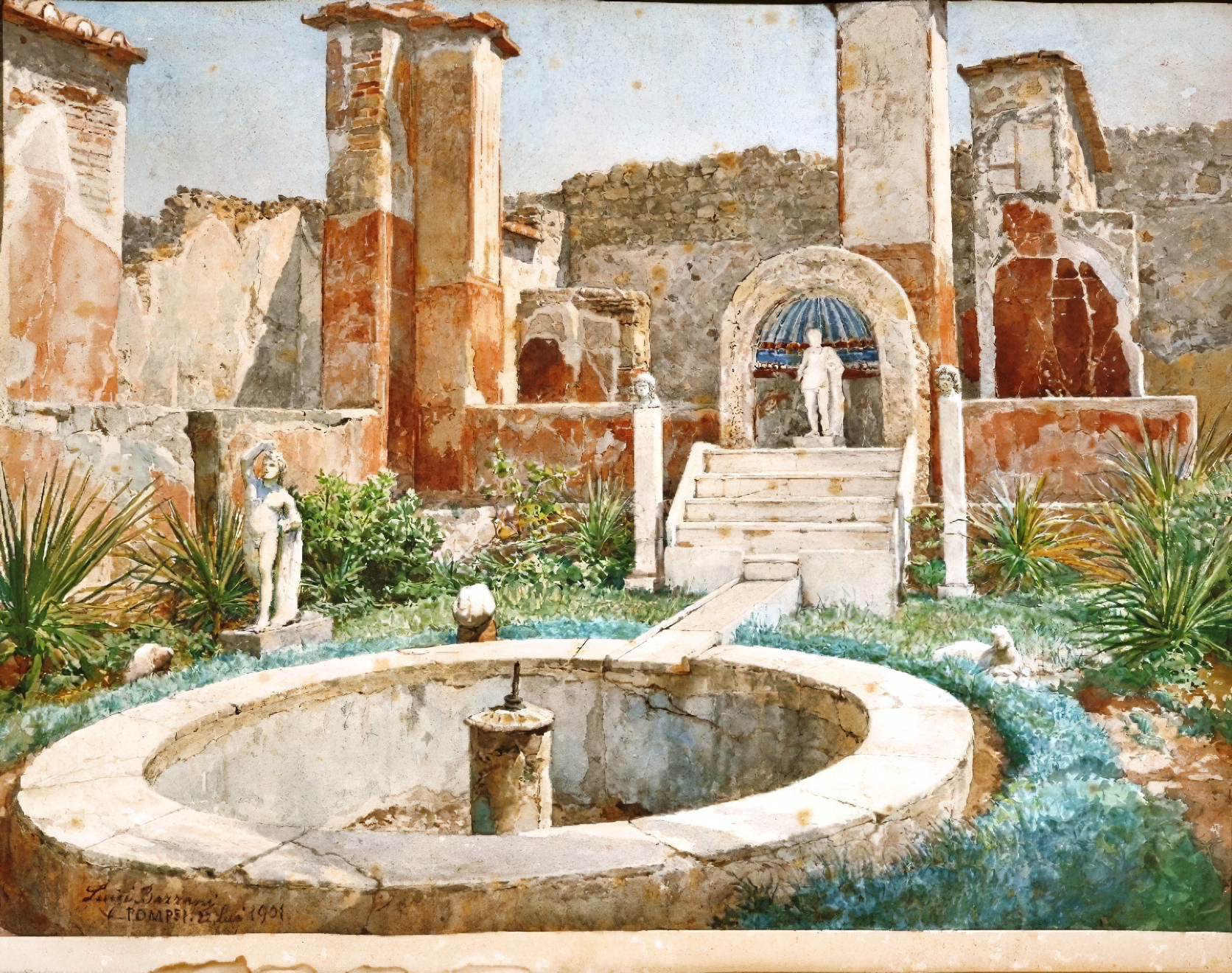
Nymphäum, Zeichnung des 19. Jahrhunderts
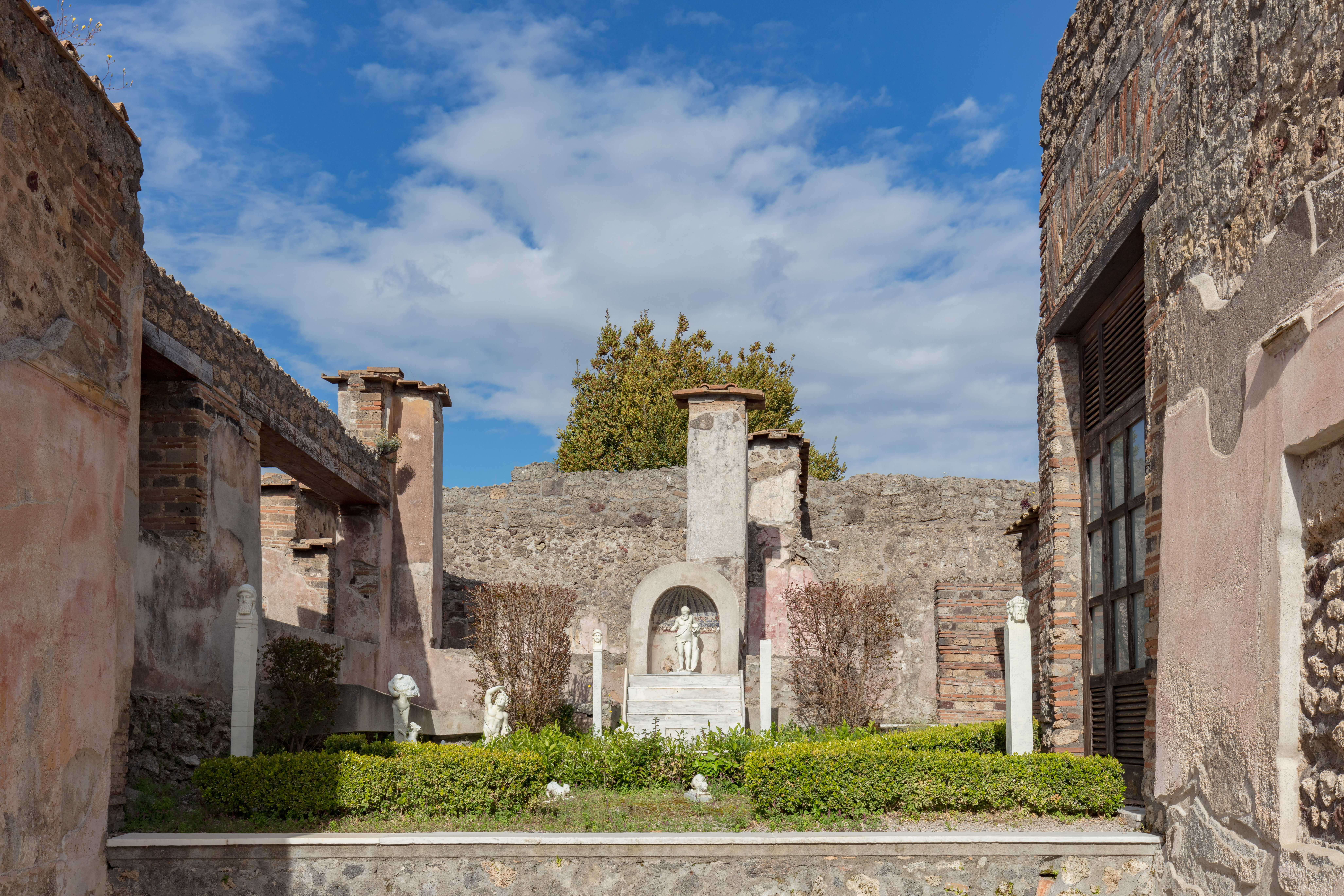
Nymphäum